# جاك هاردي (لاعب كرة قاعدة أمريكي)
جاك هاردي (بالإنجليزية: Jack Hardy)‏ هو لاعب كرة قاعدة أمريكي، ولد في 23 يونيو 1877 في كليفلاند في الولايات المتحدة، وتوفي بنفس المكان في 20 أكتوبر 1921.

## وصلات خارجية
- جاك هاردي (لاعب كرة قاعدة أمريكي) على موقعبيزبول رفرنس.كوم (الدوري الرئيسي) (الإنجليزية)
- جاك هاردي (لاعب كرة قاعدة أمريكي) على موقعبيزبول رفرنس.كوم (الدوري الثانوي) (الإنجليزية)